# 에드윈 엥카르나시온
에드윈 엘피디오 엥카르나시온(스페인어: Edwin Elpidio Encarnación, 1983년 1월 7일 ~ )은 도미니카 공화국 출신의 메이저 리그 선수이자, 전 미국 아메리칸 리그 시카고 화이트삭스의 선수이다.

## 경력

### 프로 이전
도미니카 공화국에서 태어났지만 가족이 푸에르토리코에 있는 카과스로 이주하여 그곳에서 고등학교 시절을 보냈다. 현재 그의 가족들은 다시 도미니카 공화국으로 돌아와 살고 있다.
2000년에 MLB드래프트 9라운드로 텍사스 레인저스에 지명되어 입단하게 된다. 하지만, 다음해 6월에 트레이드 되어 신시내티 레즈로 이적하게 된다.

### 신시내티 레즈
마이너리그에서 오랜시간을 보내다가 2005년에 메이저 리그에 데뷔한다. 69경기에 출장하며 .232의 저조한 타율을 기록했지만, 2루타 16개와 9개의 홈런을 기록하며 장타력을 과시하였고, 도루도 3번 시도하여 3번 다 성공하는 등 나쁘지 않은 모습을 보였다.
다음해인 2006년에는 주전 3루수로 뛰게 된다. 117경기에 나와서 .276의 타율과 15개의 홈런, 33개의 2루타를 기록하며 엄청난 장타력을 다시한번 과시하지만 25개의 실책을 기록하며 수비에서 문제점을 남겼다. 덧붙여 2경기에서는 1루수로 출장하였는데 안정적인 수비를 보이며 무실책 경기를 해나갔다.
2006년, 2007년연속으로 .270의 타율과 15개의 홈런 이상의 기록을 달성하였으며, 높은 도루성공률을 기록하였다. 하지만, 수비에서의 문제는 좋아지지 않았다.
2009년 7월 31일에는 조쉬 로이니케, 잭 스튜어트와 함께 토론토 블루제이스의 스캇 롤렌과 트레이드되어 이적하게 된다.

### 토론토 블루제이스
2010년에는 손목부상이 낫지 않아 타율이 .244로 많이 낮아졌다. 그로인해 7월에는 25인 로스터에도 들지 못했으며, 사실상 전력외로 분류되었지만 다른 구단들이 영입에 나서지 않았기 때문에 트리플A로 내려갔다. 시즌이 끝나갈 시기에 회복하여 96경기에 출장하여 21개의 홈런을 날렸다. 시즌이 끝난 후에는 웨이버 공시가 되어 오클랜드 어슬래틱스와 계약하려고 했지만 475만 달러의 연봉이 마음에 들지 않아 논텐더FA가 되었다. 결국, 12월 16일에 블루제이스와 250만 달러(2년째에는 350만 달러의 옵션)에 재계약했다.
2011년에는 3루수로서의 출장이 줄어들고, 1루수와 지명타자로서 출장 하는일이 더 많아졌다. 5월 29일까지 홈런을 한개도 치지 못했지만 후반기에 좋아지며 17개의 홈런을 기록한다. 더해서 2루타도 36개나 기록하며 엄청난 장타력을 뽐냈다. 시즌이 끝난 후에는 옵션이 행사되어 다음해에도 블루제이스에서 뛰게 됐다.
2012년에는 좌익수로 나온 3경기와 3루수로 나온 1경기를 제외하고는 전부 1루수와 지명타자로 출장했다. 시즌 도중에는 팀 메이트인 호세 바티스타가 부상으로 나오지 못하게 되자 그를 대신하는 것처럼 홈런을 쳐낸다. 그 결과, 42개의 홈런과 110개의 타점, 152개의 안타를 기록하며 최고의 시즌을 보냈으며 7월 12일에는 3년에 2,700만 달러(4년째는 1,000만 달러의 옵션)로 계약을 연장했다.
2013년에는 월드 베이스볼 클래식에 도미니카 공화국대표로 선출되어 나오게 된다. 주로 1루수로 나와 팀의 첫우승에 공헌하였으며, 자신도 1루수부문 베스트나인을 받게 된다. 또, 시즌에서도 .272의 준수한 타율과 36개의 리그 3위에 해당하는 개수의 홈런을 쳐내며 최고의 시즌을 1년 연장했다. 더해서 104개의 타점을 기록하며 2년 연속으로 35홈런, 100타점을 돌파한다. 또, 82개의 볼넷을 얻어내며 삼진을 62개밖에 당하지 않아 선구안도 좋아진 모습을 보였고, 주루에서도 8번의 도루시도 중 7번을 성공시키며 높은 도루성공률을 보였다(2011~13년 84.8%).
2014년에는 2014년 5월 8일에 있었던 필라델피아 필리스와의 경기에서 A. J. 버넷을 상대로 자신의 200번째 홈런을 터뜨렸다. 5월 12일에는 아메리칸 리그 이 주의 선수(5월 5일 ~ 11일)로 선정되기도 했으며, 이 기간 동안 리그에서 가장 많은 4개의 홈런과 10개의 타점, .321의 타율을 기록했다.

## 수상·타이틀 경력
- 메이저 리그 올스타전 선출 2회: 2013년, 2014년
- WBC 베스트나인: 2013년

## 연도별 타격 성적
| 연 도      | 소 속      | 경 기 | 타 석 | 타 수 | 득 점 | 안 타 | 2 루 타 | 3 루 타 | 홈 런 | 루 타 | 타 점 | 도 루 | 도 루 자 | 희 생 번 | 희 생 플 | 볼 넷 | 고 4 | 사 구 | 삼 진 | 병 살 타 | 타 율 | 출 루 율 | 장 타 율 | O P S |
| ---------- | ---------- | ----- | ----- | ----- | ----- | ----- | ------- | ------- | ----- | ----- | ----- | ----- | -------- | -------- | -------- | ----- | ---- | ----- | ----- | -------- | ----- | -------- | -------- | ----- |
| 2005년     | CIN        | 69    | 234   | 211   | 25    | 49    | 16      | 0       | 9     | 92    | 31    | 3     | 0        | 0        | 0        | 20    | 2    | 3     | 60    | 8        | .232  | .308     | .436     | .744  |
| 2006년     | CIN        | 117   | 463   | 406   | 60    | 112   | 33      | 1       | 15    | 192   | 72    | 6     | 3        | 0        | 3        | 41    | 3    | 13    | 78    | 9        | .276  | .359     | .473     | .832  |
| 2007년     | CIN        | 139   | 556   | 502   | 66    | 145   | 25      | 1       | 16    | 220   | 76    | 8     | 1        | 0        | 1        | 39    | 4    | 14    | 86    | 5        | .289  | .356     | .438     | .794  |
| 2008년     | CIN        | 146   | 582   | 506   | 75    | 127   | 29      | 1       | 26    | 236   | 68    | 1     | 0        | 0        | 5        | 61    | 1    | 10    | 102   | 13       | .251  | .340     | .466     | .806  |
| 2009년     | CIN/TOR    | 85    | 338   | 293   | 35    | 66    | 11      | 2       | 13    | 120   | 39    | 2     | 1        | 0        | 3        | 37    | 0    | 5     | 67    | 5        | .225  | .320     | .410     | .729  |
| 2010년     | TOR        | 96    | 367   | 332   | 47    | 81    | 16      | 0       | 21    | 160   | 51    | 1     | 0        | 0        | 4        | 29    | 1    | 2     | 60    | 9        | .244  | .305     | .482     | .787  |
| 2011년     | TOR        | 134   | 530   | 481   | 70    | 131   | 36      | 0       | 17    | 218   | 55    | 8     | 2        | 0        | 3        | 43    | 2    | 3     | 77    | 17       | .272  | .334     | .453     | .787  |
| 2012년     | TOR        | 151   | 644   | 542   | 93    | 152   | 24      | 0       | 42    | 302   | 110   | 13    | 3        | 0        | 7        | 84    | 12   | 11    | 94    | 6        | .280  | .384     | .557     | .941  |
| 2013년     | TOR        | 142   | 621   | 530   | 90    | 144   | 29      | 1       | 36    | 283   | 104   | 7     | 1        | 0        | 5        | 82    | 7    | 4     | 62    | 20       | .272  | .370     | .534     | .904  |
| 2014년     | TOR        | 128   | 542   | 447   | 75    | 128   | 27      | 2       | 34    | 261   | 98    | 2     | 0        | 0        | 1        | 82    | 6    | 2     | 82    | 18       | .268  | .354     | .547     | .901  |
| 2015년     | TOR        | 146   | 624   | 528   | 94    | 146   | 31      | 0       | 39    | 294   | 111   | 3     | 2        | 0        | 10       | 77    | 5    | 9     | 98    | 14       | .277  | .372     | .557     | .929  |
| 2016년     | TOR        | 160   | 702   | 601   | 99    | 158   | 34      | 0       | 42    | 318   | 127   | 2     | 0        | 0        | 8        | 87    | 3    | 5     | 138   | 22       | .263  | .357     | .529     | .886  |
| 통산: 12년 | 통산: 12년 | 1513  | 6211  | 5409  | 829   | 1439  | 311     | 8       | 310   | 2696  | 942   | 56    | 13       | 0        | 50       | 662   | 46   | 81    | 1004  | 146      | .266  | .352     | .498     | .850  |

- 2016 시즌 종료 기준

## 참조
1. ↑  “Edwin Encarnacion Statistics and History” (영어). baseballreference. 2015년 7월 31일에 확인함.